# Lagotis ramalana
Lagotis ramalana är en grobladsväxtart som beskrevs av Aleksandr Batalin.
Lagotis ramalana ingår i släktet Lagotis och familjen grobladsväxter. Inga underarter finns listade i Catalogue of Life.